# Xenimpia maculosata
Xenimpia maculosata är en fjärilsart som beskrevs av W. Warren 1897. Xenimpia maculosata ingår i släktet Xenimpia och familjen mätare. Inga underarter finns listade i Catalogue of Life.